# Wheatley
Wheatley é uma inteligência artificial fictícia da franquia Portal introduzido no videogame de 2011 Portal 2. Ele é dublado pelo comediante britânico Stephen Merchant, e criado em parte pelo designer de Portal 2 Erik Wolpaw. Até atualmente, ele apareceu em Portal 2, Team Fortress 2, Lego Dimensions e em Os Simpsons como convidado por voz (ConRad).

## Conceito e criação
Wheatley foi primeiramente revelado em um ARG lançado pela Valve Corporation, a desenvolvedora da série Portal, numa captura de tela de Portal 2 antes de seu lançamento, mostrando o personagem do jogador Chell o segurando.
Merchant foi escolhido para o papel pelo fato dos designers serem fãs de comédia britânica e por causa dos papel de Merchant's na série de televisão Extras e seus podcasts. Merchant recebeu um pacote com material de Portal 2 juntamente com um pedido para que ele provesse a voz de Wheatley. Merchant aceitou o papel. A caracterização de Wheatley foi feita com uma voz britânica em mente. Enquanto eles escreviam o diálogo de Wheatley, ele tinham Merchant "em suas mentes" como resultado de de assitir Extras, apesar de que na época eles não consideravam procurar por ele por não acharem que conseguiriam escalá-lo para o elenco. Eles estavam considerando Richard Ayoade, até que entraram em contato com os agentes de Merchant.

## Recepção

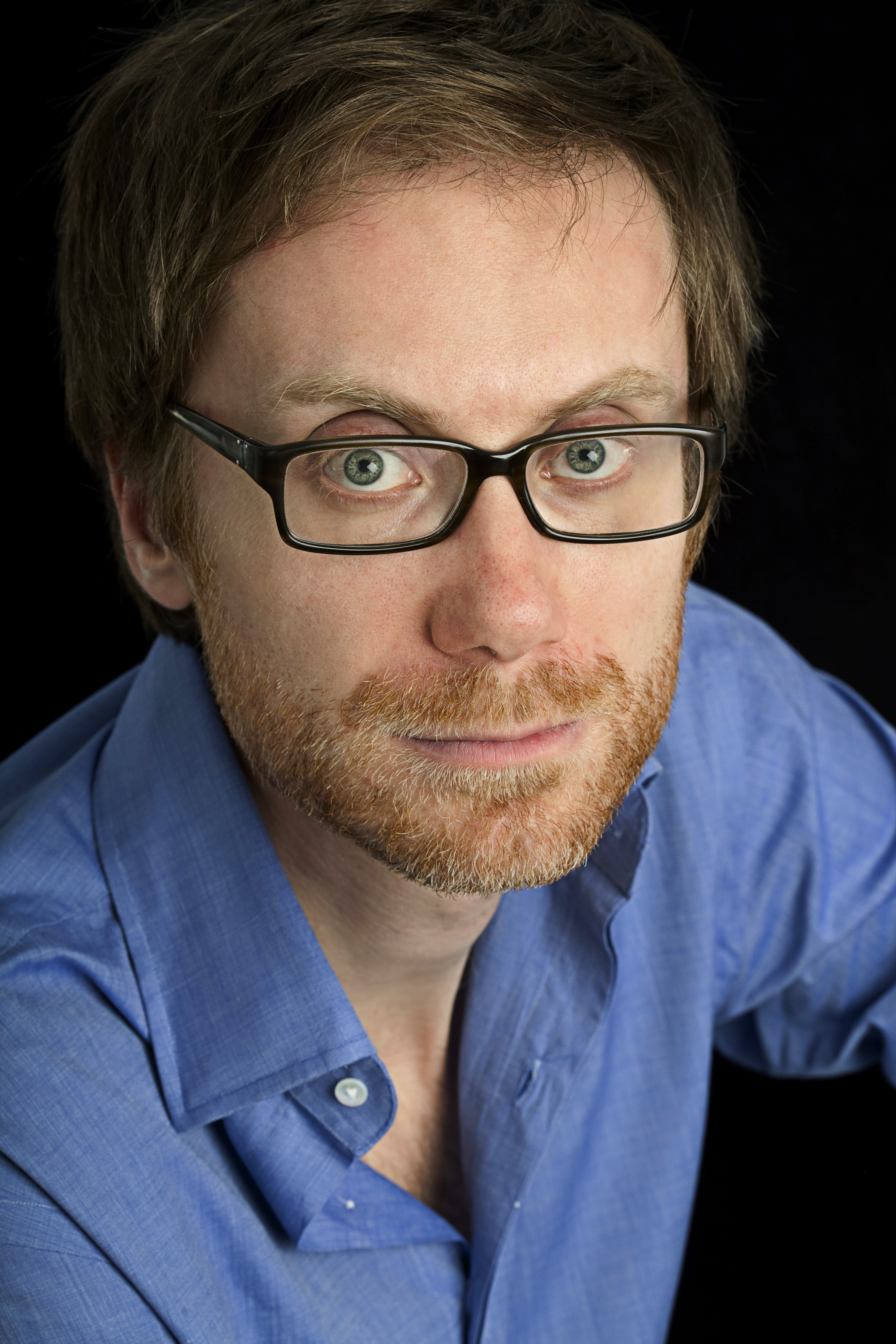
Stephen Merchant recebeu um prestígio significante pelo seu papel como Wheatley.

Stephen Merchant ganhou duas premiações pela sua performance como Wheatley: 'Desempenho de Personagem Excepcional' no Interactive Achievement Awards e Melhor Desempenho por um Homem Humano no 2011 Spike Video Game Awards. Wheatley ganhou uma nomeação da Spike TV para 'Personagem do Ano'.